# Herbert Müller-Werth
Herbert Müller-Werth (* 21. September 1900 in Wiesbaden; † 12. August 1983 ebenda) war ein deutscher Historiker, Archivar und Redakteur.

## Leben
Herbert Müller-Werth war der Sohn des Militärarztes Oskar Müller, der kurz nach seiner Geburt verstarb. Wegen der Funktion seines Stiefvaters Otto Werth in verschiedenen Kommunalverwaltungen wuchs Müller-Werth in Essen, von 1910 in Gotha und ab 1913 in Biebrich auf. An der dortigen Riehlschule erwarb er im Jahr 1920 das Abitur. Es folgten eine Bankfachlehre in Magdeburg und ein staats- und rechtswissenschaftliches Studium in Jena, wo er 1924 mit einer Arbeit zur Wirtschaftsgeschichte promovierte.
Anfang des Jahres 1925 trat er eine Stelle als Redakteur der Neuen Wiesbadener Zeitung an. 1929 wechselte er als politischer Redakteur zur Westfälischen Zeitung nach Bielefeld. 1941 verlor er diese Stelle aus politischen Gründen wieder und kehrte nach Wiesbaden zurück. Dort wurde er Direktionsassistent der Glyco-Metall-Werke. Im Januar 1949 wechselte er in die Wiesbadener Stadtverwaltung, zunächst als Pressereferent, seit 1951 als Leiter des Stadtarchivs. 1965 wechselte er aus dieser Funktion in den Ruhestand.
Wissenschaftlich und publizistisch befasste sich Herbert Müller-Werth insbesondere mit der deutschen Außenpolitik im 19. und 20. Jahrhundert sowie mit der Wiesbadener Stadtgeschichte. So gab er 1957 die Lebenserinnerungen des ehemaligen deutschen Außenministers Friedrich Rosen heraus und veröffentlichte weitere Arbeiten über Rosen. In der Lokalgeschichte befasste sich Müller-Werth unter anderem mit der örtlichen Pressegeschichte und bereits früh mit den Geschehnissen des 20. Jahrhunderts, unter anderem mit der Separatistenbewegung nach dem Ersten Weltkrieg und Wiesbaden im „Dritten Reich“.
1950 wurde Herbert Müller-Werth in die Historische Kommission für Nassau berufen. Er war verheiratet mit Margot Müller-Werth, geborene Schmidt.